# Hollywood (bài hát của Madonna)
"Hollywood" là một bài hát của ca sĩ người Mỹ Madonna nằm trong album phòng thu thứ 9 của cô, American Life (2003). Bài hát được sáng tác và sản xuất bởi Madonna và Mirwais Ahmadzaï. Đây là đĩa đơn thứ hai trích từ album bởi Maverick Records, và sau đó còn xuất hiện trong album tuyệt phẩm thứ ba của Madonna, Celebration (2009). "Hollywood" là một bản dance-pop và folk rock với nội dung bàn về văn hóa và sự tham lam của Mỹ, tập trung vào Hollywood, California, nơi những ngôi sao luôn khao khát bởi sự hào nhoáng của nó.
Bài hát nhận được những ý kiến trái chiều từ các nhà phê bình âm nhạc, trong đó họ đánh giá cao tính bắt tai của nó nhưng chỉ trích nội dung lời bài hát. "Hollywood" đạt vị trí quán quân trên bảng xếp hạng Hot Dance Club Songs và Hot Dance Singles Sales, cũng như lọt vào top 10 tại Canada, Phần Lan, Ý và vị trí thứ 2 tại Vương quốc Anh.
Video ca nhạc của bài hát, được đạo diễn bởi Jean-Baptiste Mondino, trong đó Madonna miêu tả những thăng trầm khi đứng dưới ánh đèn Hollywood. Sau khi phát hành, con trai của nhiếp ảnh gia người Pháp Guy Bourdin đã đệ đơn kiện Madonna vì cho rằng cô đã sử dụng ít nhiều những tác phẩm của cha mình, thực hiện những năm 1980. "Hollywood" lần đầu tiên được thể hiện với phiên bản acoustic cùng "American Life" và "Mother and Father" trong chuyến lưu diễn tiếp thị album. Vào tháng 8 năm 2003, Madonna mở màn lễ trao giải Video âm nhạc của MTV trong một liên khúc của "Like a Virgin" và "Hollywood" với Britney Spears, Christina Aguilera và Missy Elliott. Trong màn trình diễn, Madonna đã khóa môi Spears và Aguilera, gây nên những luồng dư luận mạnh mẽ suốt một thời gian dài. "Hollywood" sau đó còn được sử dụng trong chuyến lưu diễn Re-Invention World Tour (2004).

## Into the Hollywood Groove
Vào tháng 8 năm 2003, Madonna phối lại "Hollywood" với "Into the Groove" với tựa đề "Into the Hollywood Groove" là một phần của chiến dịch quảng bá cho GAP, có sự tham gia góp giọng rap của Missy Elliott.

### Danh sách bài hát
Đĩa CD quảng cáo tại Thụy Điển (WMSPROM5017)
1. "Into the Hollywood Groove" (The Passengerz Mix) — 3:43

Đĩa CD quảng cáo của GAP (RRC-G-0301)
1. "Into the Hollywood Groove" — 1:14
2. "Hollywood" (Jacques Lu Cont's Thin White Duke Mix) — 7:09

## Danh sách bài hát

Nụ hôn đồng tính nổi tiếng của Madonna và Britney Spears tại lễ trao giải VMA 2003

| - Đĩa CD tại Mỹ 1. "Hollywood" (Radio chỉnh sửa) – 3:42 2. "Hollywood" (Oakenfold Full Remix) – 7:01 3. "Hollywood" (Deepsky's Home Sweet Home Vocal Remix) – 7:34 - Đĩa đơn maxi tại Úc, châu Âu và Mỹ 1. "Hollywood" (Radio chỉnh sửa) – 3:42 2. "Hollywood" (Jacques Lu Cont's Thin White Duck Mix) – 7:09 3. "Hollywood" (The Micronauts Remix) – 6:25 4. "Hollywood" (Oakenfold Full Remix) – 7:00 5. "Hollywood" (Deepsky's Home Sweet Home Vocal Remix) – 7:34 6. "Hollywood" (Calderone & Quayle Glam Mix) – 9:22 | - Đĩa 12" tại Đức, Vương quốc Anh và Mỹ 1. "Hollywood" (The Micronauts Remix) – 6:25 2. "Hollywood" (Oakenfold Full Remix) – 7:01 3. "Hollywood" (Calderone & Quayle Glam Mix) – 9:22 4. "Hollywood" (Jacques Lu Cont's Thin White Duke Mix) – 7:09 5. "Hollywood" (Oakenfold 12" Dub) – 7:01 6. "Hollywood" (Deepsky's Home Sweet Home Vocal Remix) – 7:34 |

## Xếp hạng
| Bảng xếp hạng (2003)                 | Vị trí cao nhất |
| ------------------------------------ | --------------- |
| Australian Singles Chart             | 16              |
| Austrian Singles Chart               | 34              |
| Belgium Singles Chart (Flanders)     | 14              |
| Belgium Singles Chart (Wallonia)     | 32              |
| Canadian Singles Chart               | 5               |
| Danish Singles Chart                 | 12              |
| Dutch Singles Chart                  | 20              |
| Finnish Singles Chart                | 8               |
| French Singles Chart                 | 22              |
| German Singles Chart                 | 21              |
| Hungary Dance Top 40                 | 14              |
| Italian Singles Chart                | 3               |
| Scotland (OCC)                       | 7               |
| Spanish Singles Chart                | 3               |
| Swedish Singles Chart                | 19              |
| Swiss Singles Chart                  | 15              |
| UK Singles Chart                     | 2               |
| US Billboard Hot Adult Singles Chart | 35              |
| US Billboard Hot Dance Club Play     | 1               |
| US Billboard Hot Dance Singles Sales | 1               |
| US Billboard Hot Singles Sales       | 4               |

| Bảng xếp hạng (2003)                 | Vị trí |
| ------------------------------------ | ------ |
| Italian Singles Chart                | 54     |
| UK Singles Chart                     | 149    |
| US Billboard Hot Dance Club Play     | 19     |
| US Billboard Hot Dance Singles Sales | 7      |
| US Billboard Hot Singles Sales       | 45     |

| Bảng xếp hạng (2004)                 | Vị trí |
| ------------------------------------ | ------ |
| US Billboard Hot Dance Singles Sales | 18     |